# Sud Expresso
O Sud Expresso, também conhecido por Sud-Expreso ou Surexpreso (em castelhano), Sudexpress (em francês), Sud, ou Sud-Express, foi um serviço ferroviário internacional de passageiros, que ligava Lisboa, em Portugal, à localidade francesa de Hendaia, junto à fronteira entre Espanha e França. A viagem inaugural deste comboio deu-se em 4 de Novembro de 1887, ligando nessa altura Lisboa a Calais por Madrid e Paris. Originalmente, este serviço era prestado pela famosa CIWL, mas após a nacionalização das empresas ferroviárias (a nível europeu), passou a ser da responsabilidade conjunta da CP (Portugal), RENFE (Espanha) e SNCF (França), sendo nos últimos anos apenas gerido pela CP — Comboios de Portugal, E.P.E.. O serviço era um dos quatro comboios internacionais operados pela empresa, tendo sido fundido em 2012 com o serviço Lusitânia Comboio Hotel na sequência do encerramento do Ramal de Cáceres.
O serviço foi suspenso em 17 de março de 2020 devido à pandemia de COVID-19. Em Novembro 2024, o Governo Português adotou, em conjunto com o Governo Espanhol, os serviços ferroviários noturnos como parte da estratégia ferroviária ibérica, nomeadamente no âmbito do Plano Ferroviário Nacional Português e resolveu negociar, com o Governo Espanhol, a reativação, durante o primeiro semestre de 2025, dos serviços de trens noturnos Lusitânia e Sud-Expresso, através das empresas ferroviárias CP - Comboios de Portugal, E.P.E. e Renfe.

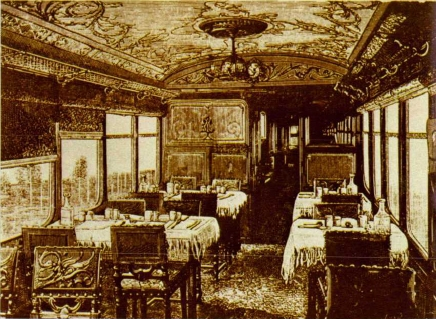
Interior do vagão restaurante em 1887

## História

### Início dos serviços

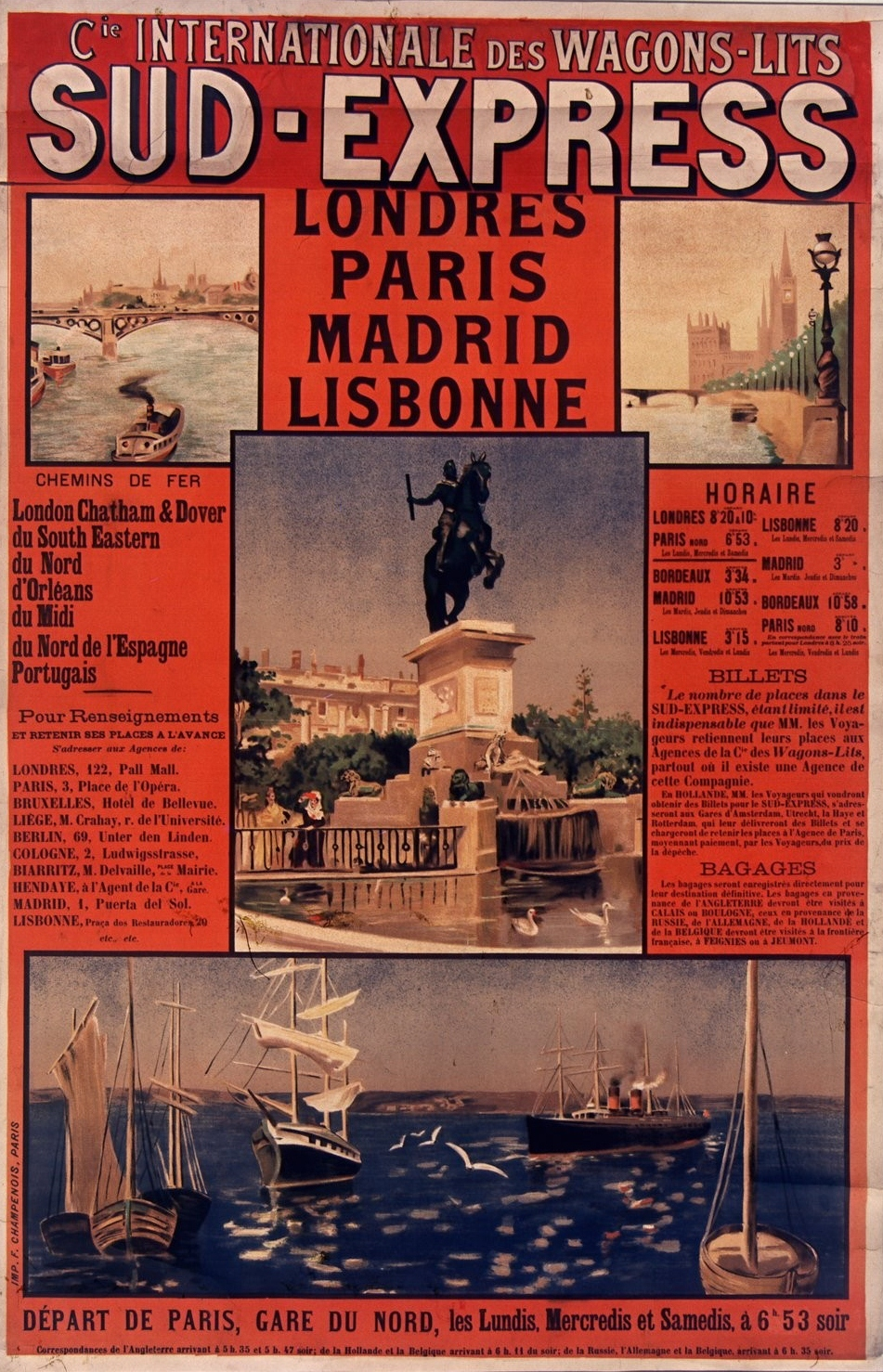
Cartaz publicitário de 1890, promovendo o serviço

O Sud Expresso sob a forma de um comboio de luxo por iniciativa da Companhia de Caminhos de Ferro de Paris a Orleães (PO), da Midi e da Compagnie Internationale des Wagons-Lits et des Grands Express Européens (CIWL). Inaugurado a 2 de Outubro de 1886 entre Paris e Hendaia, foi concebido para integrar uma rede de comboios entre São Petersburgo, na Rússia, e Lisboa, de onde os passageiros poderiam continuar a viagem de barco até às Américas e África. este plano foi idealizado pelo engenheiro e empresário belga Georges Nagelmackers, e seria gerido totalmente pela sua empresa, a Compagnie Internationale des Wagons-Lits et des Grands Express Européens, em 1887. No entanto, as dificuldades impostas pelo governo Prussiano e o encerramento de fronteiras devido a uma epidemia de cólera em França, em 1885, impediram a realização deste plano, mas decidiu-se avançar com o troço entre Paris, Madrid e Lisboa. A viagem inaugural, entre as três capitais, deu-se em 21 de Outubro de 1887, efetuando-se aos sábados a partir da Gare de Austerlitz e com correspondência com o comboio procedente de Calais via Gare do Norte e da Petite Ceinture. Este serviço integrava a família dos Grandes Expressos Europeus, operados pela Compagnie Internationale des Wagons-Lits. A partir do ano seguinte, o serviço passa a ser efetuado duas vezes por semana, às terças e sábados. No mesmo ano, as companhias britânicas de navegação Royal Mail e The Union Line criaram serviços de paquetes a partir de Lisboa, de forma a complementar o Sud Expresso; a primeira ligava a capital portuguesa ao Rio da Prata e ao Brasil, enquanto que a segunda operava entre Southampton e a costa oriental de África.
Inspirado nos bons resultados de um comboio especial desde Alcântara-Mar até Sintra, organizado em 1896 para os passageiros do cruzeiro Cordillère, que assim evitaram a passagem pelo Rossio, o percurso do Sud Expresso foi alterado em de 1898, passando a circular, uma vez por semana, por Alcântara-Mar. Desta forma, possibilitou-se que os passageiros e bagagens em trânsito de/para navios fossem directamente para o cais, o que melhorou consideravelmente os serviços.
Até 1900, o serviço ganhou novas frequências até se tornar diário entre Paris e Madrid, a partir de 8 de junho desse mesmo ano. Às terças quintas e sábados, eram acopladas carruagens com destino a Lisboa e separadas na estação de Medina do Campo. Por esta altura, garantia também o transporte de correspondência entre o norte da Europa e a Península Ibérica.

### Século XX
Em 1 de Janeiro de 1906, o Sud Express passou a circular de forma diária.
Em 1913, este serviço ligava a Estação de Charing Cross, em Londres, ao Rossio, em Lisboa, passando pelas Gares do Norte e de Orsay, em Paris. Em 21 de Junho de 1914, o comboio n.º 6 colidiu contra o Sud Expresso n.º 21, na zona da Ponte Seca, entre as estações de Celorico da Beira e Fornos de Algodres, provocando um morto e dois feridos. Em finais de 1914, o Sud Expresso foi adiado em consequência da Primeira Guerra Mundial. Na década de 1930, o Sud Express passou a ter uma carruagem directa para o Estoril, permitindo a deslocação de turistas abastados desde a Europa Central, e contribuindo para a celebrização da Costa do Estoril como um destino de férias internacional. O Sud Expresso foi suspenso entre 20 de Julho de 1936 e 1 de Agosto de 1939, devido ao início da Guerra Civil Espanhola. Foi interrompido novamente em 1 de Novembro de 1940, devido à Segunda Guerra Mundial. No Congresso Internacional dos Caminhos de Ferro em 1937, na cidade de Paris, o professor Wiener apresentou um relatório sobre a velocidade atingida pelos comboios, no qual o Sud Expresso ficou em sétimo lugar na tracção a vapor, tendo atingido a velocidade de 113 km/h no percurso entre Lisboa e o Entroncamento.

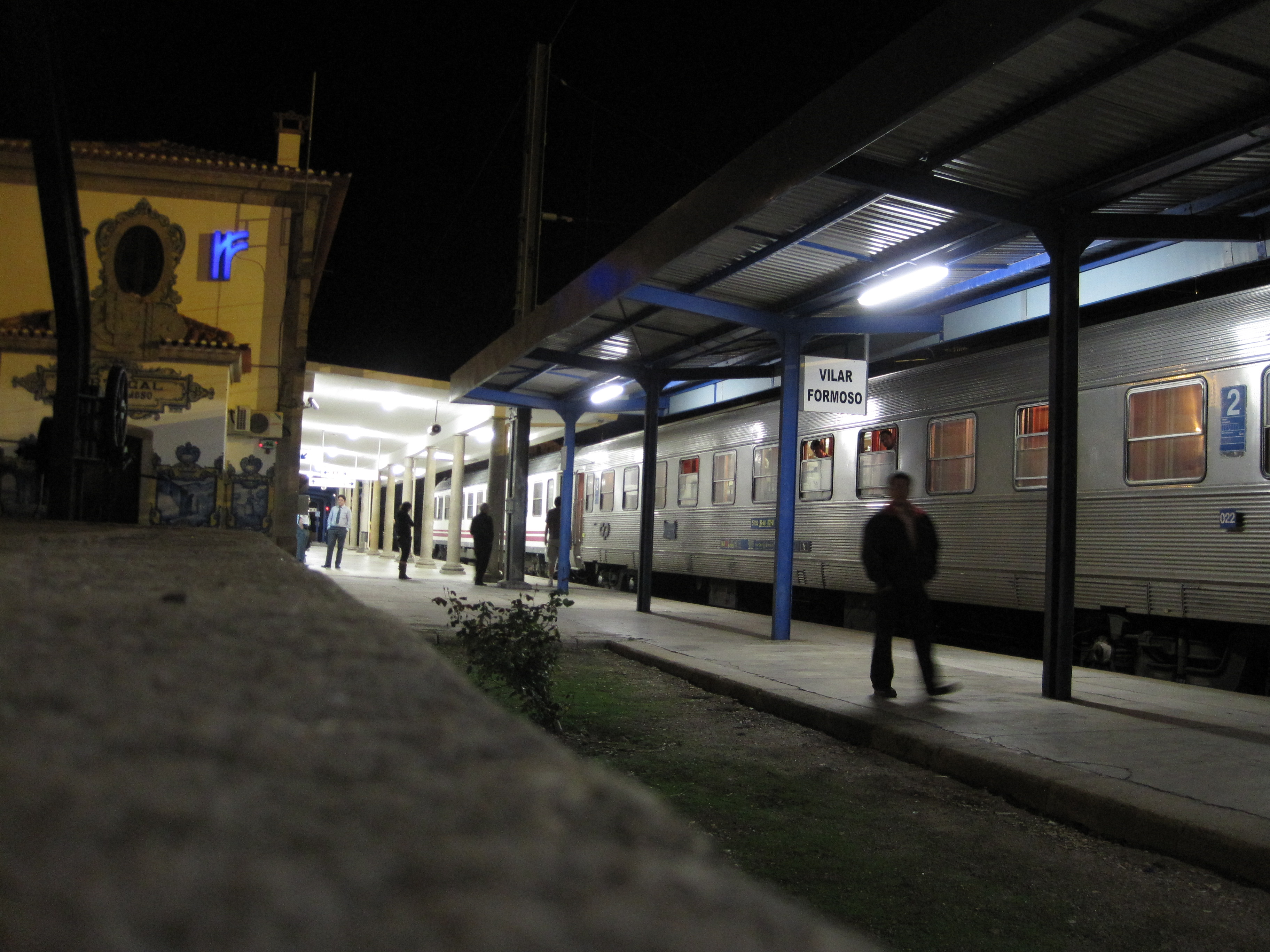
Sud Expresso na estação de Vilar Formoso

A partir dos anos de 60 o Sud expresso foi o principal meio de transporte dos emigrantes portugueses radicados em França mas também os da Alemanha, e da Suiça. As partidas eram diarias de Paris Austerlitz com mudança em Hendaye e com destino Vigo, Porto Campanhã e Lisboa Sta Apolónia.
Mário Soares, no dia 28 de abril de 1974, três dias depois do golpe de 25 de Abril, regressou do exílio em Paris, no Sud Expresso, batizado na ocasião como "Comboio da Liberdade".
No dia 11 de setembro de 1985 (as 18h37), em Alcafache, entre Mangualde e Nelas, o Sud Expresso vindo do Porto chocou frontalmente com um comboio regional que seguia para Coimbra causando o maior desastre ferroviário occorido até a data em Portugal. O número de mortos é desconhecido, a estimativa oficial aponta para 49 mortos, dos quais apenas 14 foram identificados, continuando ainda 64 passageiros oficialmente desaparecidos.

### Século XXI

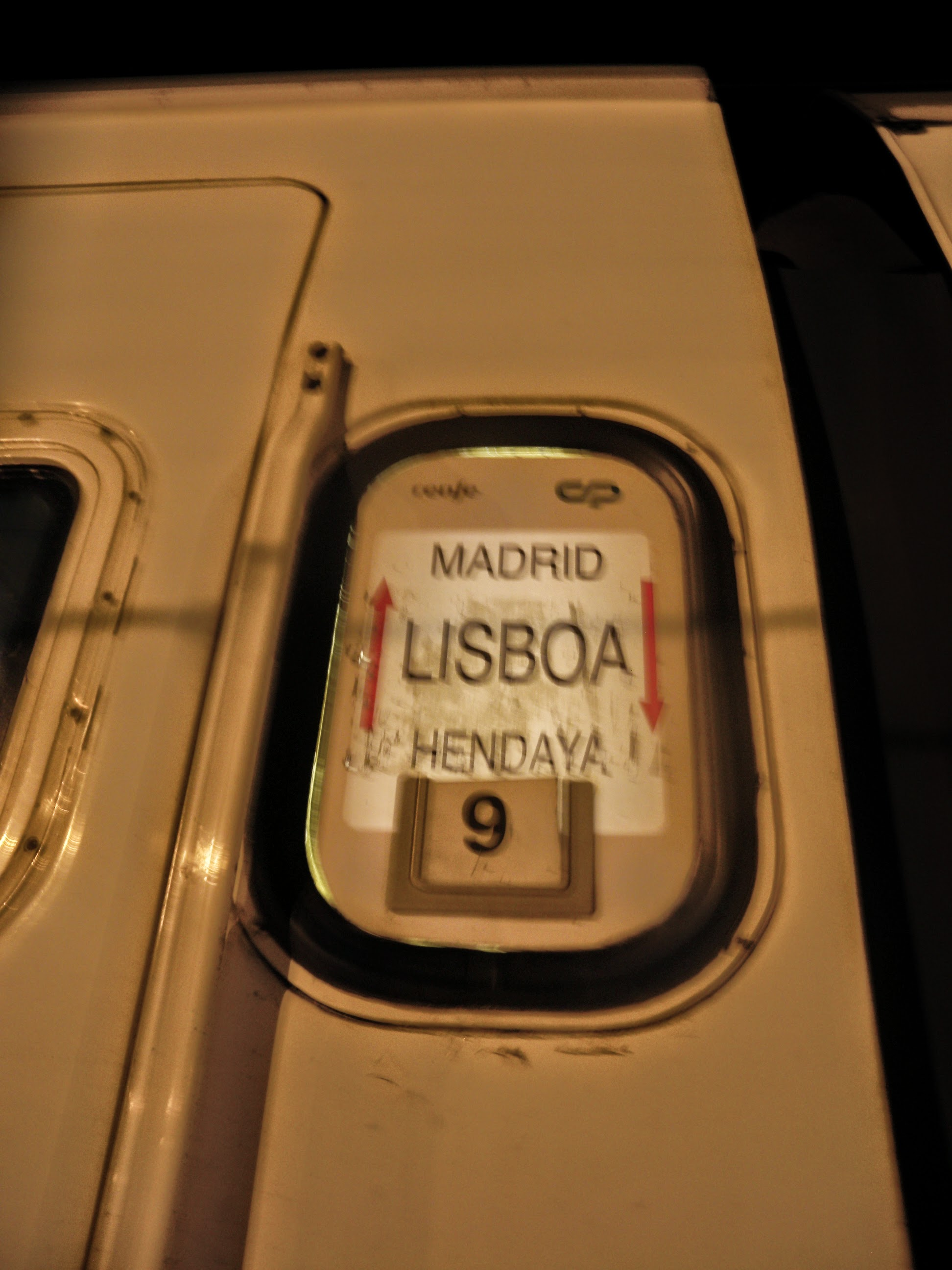
Placa de itinerário a bordo, em 2014: Madrid — Lisboa — Hendaya

Este serviço ligava diariamente a capital portuguesa à fronteira franco-espanhola, com o comboio proveniente de Lisboa a terminar em Hendaia (França) e o de regresso a iniciar-se em Irún (Espanha). O Plano Estratégico de Transportes, documento do estado português que foi apresentado em Outubro de 2011, previa, entre outras medidas, a extinção deste serviço.
Até 2 de julho de 2017, existiram ligações entre este serviço e o TGV com destino/procedência Paris, mas com a entrada à exploração da nova Linha de Alta Velocidade L'Océane (entre Tours e Bordéus), estes deixaram de garantir a ligação no sentido Paris–Lisboa na estação de Irún, com a maioria dos serviços a terminar em Hendaia. Tal deve-se à demora na homologação do material circulante da SNCF por parte das autoridades espanholas, pelo que os comboios franceses estão impedidos de circular neste país. Deste modo, o transbordo passou a depender totalmente dos passageiros, aconselhando-se a utilização dos serviços da EuskoTren para a ligação entre ambas as estações.
A 20 de Abril de 2018, a CP anunciou que a partir de 25 de Abril desse ano o Sud Expresso passaria a sair da estação de Hendaia no sentido França–Lisboa.
Em Março de 2021, Espanha anunciou a decisão de não retomar os serviços ferroviários internacionais que ligavam a Península Ibérica ao resto da Europa.[carece de fontes?] Portanto, em Novembro 2024, o Governo Português adotou, em conjunto com o Governo Espanhol, os serviços ferroviários noturnos como parte da estratégia ferroviária ibérica, nomeadamente no âmbito do Plano Ferroviário Nacional Português e resolveu negociar, com o Governo Espanhol, a reativação, durante o primeiro semestre de 2025, dos serviços de trens noturnos Lusitânia e Sud-Expresso, através das empresas ferroviárias CP - Comboios de Portugal, E.P.E. e Renfe.

## Caracterização

### Percurso e oferta
Originalmente, ligava Lisboa a Calais por Madrid e Paris, tendo sido depois reduzido o seu percurso a partir da capital portuguesa até à fronteira entre França e Espanha. Durante algum tempo, também foi ao Estoril, na Linha de Cascais, utilizando o sistema de carruagens directas. Além de passageiros, o Sud Expresso também transportou correio.
Em 2019, o serviço era realizado recorrendo a material circulante da Renfe, com uma oferta dividida por três classes: Turista (com lugares sentados e cama), Preferente (compartimento para 1 ou 2 pessoas com lavatório, artigos de higiene e telefone interno) e Gran Classe (compartimento para 1 ou 2 pessoas, com casa de banho (incluindo duche e artigos de higiene) e telefone interno).

### Material circulante e composição
Nos comboios Sud Express foram utilizados diversos tipos de locomotivas ao longo da sua história. Em termos de material a vapor, incluíram-se as locomotivas da CP 355, e a CP 097 dos Caminhos de Ferro Portugueses, 800, que foi empregue pela Companhia dos Caminhos de Ferro Portugueses da Beira Alta em comboios expressos desde 1931. Também foram utilizadas locomotivas a gasóleo, como as da Série 1300, e 1960, estas últimas na Linha da Beira Alta. Em termos de material rebocado, em 1983 contava com duas carruagens restaurante, da operadora Caminhos de Ferro Portugueses.
Em 2006, era rebocado por locomotivas eléctricas da Série 2600 dos Caminhos de Ferro Portugueses, sendo nessa altura composto por um furgão, carruagens Sorefame de primeira e segunda classes, carruagens cama, e carruagens restaurante.
Nos últimos anos este serviço era composto por uma composição Talgo IV e traccionado por locomotivas da Série 5600.

## Leitura recomendada
- Fotobiografia dos Caminhos de Ferro Portugueses - 150 Anos. Lisboa: Caminhos de Ferro Portugueses E. P. 2006
- ABRAGÃO, Frederico de Quadros (1956). Cem Anos de Caminho de Ferro na Literatura Portuguesa. Lisboa: Companhia dos Caminhos de Ferro Portugueses
- ALEGRIA, Maria Fernanda (1983). O desenvolvimento da rede ferroviária portuguesa e as relações com Espanha no século XIX. Coimbra: Centros de Estudos Geográficos da Universidade de Coimbra
- ANTUNES, J. A. Aranha;  et al. (2010). 1910-2010: o caminho de ferro em Portugal. Lisboa: CP-Comboios de Portugal e REFER - Rede Ferroviária Nacional. 233 páginas. ISBN 978-989-97035-0-6
- CERVEIRA, Augusto; CASTRO, Francisco Almeida e (2006). Material e tracção: os caminhos de ferro portugueses nos anos 1940-70. Col: Para a História do Caminho de Ferro em Portugal. Volume 5. Lisboa: CP-Comboios de Portugal. 270 páginas. ISBN 989-95182-0-4
- VILLAS-BOAS, Alfredo Vieira Peixoto de (2010) [1905]. Caminhos de Ferro Portuguezes. Lisboa e Valladollid: Livraria Clássica Editora e Editorial Maxtor. 583 páginas. ISBN 8497618556
- QUEIRÓS, Amílcar (1976). Os Primeiros Caminhos de Ferro de Portugal: As Linhas Férreas do Leste e do Norte. Coimbra: Coimbra Editora. 45 páginas